# 欧州国境沿岸警備機関
欧州国境沿岸警備機関（おうしゅうこっきょうえんがんけいびきかん、英語: European Border and Coast Guard Agency、Frontex、EBCGAとも）は、欧州連合の専門機関の一つ。
2015年の欧州難民危機を受け、2016年10月6日、従来の欧州対外国境管理協力機関（英語: European Agency for the Management of Operational Cooperation at the External Borders of the Member States of the European Union、同じくFrontex）から改組・改称した。
そして、この欧州連合レベルの「機関」（Frontex、EBCGA）と、シェンゲン圏の「対外国境（英語: external borders）」における国境管理・国境警備・沿岸警備を担当する各国の当局とで、「欧州国境沿岸警備隊」（英語: European Border and Coast Guard、EBCG、「欧州国境・沿岸警備隊」とも）が構成される。
本部をポーランドのワルシャワに置き、2004年以降の新規加盟国の中に拠点を置いた最初の機関の一つである。

## 責務
従来の欧州対外国境管理協力機関は、「理事会規則（EC）2007/2004」に基づいて設立、2005年10月3日から運用が開始され、欧州連合加盟国の中で域外・非加盟国と接する国境の警備を実施する国境警備隊の活動を調整する任務を負い、国境管理に関するEU規則の履行を援助し、対外境界分野で加盟国間での運用上の協力を調整する事になっていた。各加盟国の責務である自国の国境管理について欧州連合全体で同じ高効率の標準を確実にするための機能を与えられていた。

## 職員と手段
機関は当初、現地ワルシャワでの職員募集に難渋し、機関の不明瞭な定めにより他の都市より低い賃金が示されていた。機関のウェブサイトによれば2012年2月時点で国家専門家、臨時雇用、補助および契約職員などの272人で事務局が構成されている。これらの職員が組織を去り原組織に復職することで、それまでの貴重な経験を喪失することから、組織の職員出向に関する依存性は外部監査役によって危険であると評価された。
欧州特殊部隊として、特に南部海岸線の国境管理を支援するため、2007年4月に内務担当委員によって迅速展開国境警備チーム（RABIT）が編成される。欧州対外国境管理協力機関による欧州パトロールネットワークは2007年5月にカナリア諸島で運用開始され、そして2010年10月に武装警察官がギリシャ・トルコ国境に展開している。
欧州対外国境管理協力機関によって実施される国境パトロールは欧州連合加盟国だけでなく、2010年に地中海や大西洋（カナリア諸島南部域）に沿岸警備隊の巡視船「アギル（en:ICGV Ægir）」を派遣したアイスランドのような国も参加している。欧州対外国境管理協力機関は船舶を追跡するため、EU資金によるシーホース先進衛星システムを使用する。

## リスク分析レポート
欧州対外国境管理協力機関は毎年、国境管理と同様に不法越境や越境犯罪に関した異なる形式のレポートが報告されている。最新のレポート（2012年時点）では、欧州連合内の不法入国の主要ホットスポットはギリシャ・トルコ間の国境や東地中海ルートであると判明する。そこでは2011年度だけで55,000以上の発見数が記録され、前年比12％の増加を記録し発見数は年を通じて着実に増加の傾向を示している。

## ヘルメス作戦
ヘルメス作戦とはイタリアおよび北アフリカ間を対象とした地中海の監視活動である。ランペドゥーザ島に到着したチュニジアを始めとする北アフリカ難民に対応するため、2011年2月20日にイタリアの正式要請に基づきヘルメス作戦が開始される。同時期にはリビア飛行禁止空域が実施されており、2011年3月20日に戦闘行動が開始されている。オランダはドルニエ 228と空軍整備員を、ポルトガルからは空軍のEADS CASA C-295海上監視機をそれぞれマルタ島とパンテッレリーア島に派遣した。

## 事件・事故

### トルコとの係争
2009年9月、トルコ軍のレーダーがエーゲ領域で不法移民対策活動の為にパトロールを実施していたラトビアから派遣されたヘリコプターに対し警告を与えた。トルコ共和国参謀本部はラトビア機がトルコ西部ディディム（en:Didim）付近の領空を侵犯したと報告する。ギリシャ空軍の発表によるとイタリア製アグスタ A109と特定される機体がファルマコニス（en:Farmakonisi）空域でパトロール中に事件が発生し、周辺は第三世界側からトルコを経由して欧州連合領域内へ流入させる人身密輸の有力な経路上であるとした。欧州対外国境管理協力機関当局はパトロール機はトルコ領空内に入っていなかったため警告を無視して任務を継続したと伝える。後に欧州対外国境管理協力機関はギリシャ側の海へ向けて移動する不法移民に付き添うトルコ沿岸警備隊の姿を写した写真を撮影し、欧州連合当局に証拠として提出した。
もう一つの事件は2009年10月に東部エーゲ海のレスボス島沖で発生した。2009年11月20日、トルコ共和国参謀本部はコス島から離陸したエストニア国境警備隊所属のLETクノヴィツェL-410がトルコ西部ソケ（en:Söke）近辺の領空を侵犯したとする報道文書で主張している。

### 事故
2025年7月14日、エーゲ海で捜索救助活動に参加していた機関の巡視船（ポルトガル船籍）が岩礁に衝突し沈没、乗員6名はギリシャ沿岸警備隊に救助された。